# БТ-5-ИС
БТ-5-ИС — советский опытный лёгкий колёсно-гусеничный танк, являющийся модификацией танков серии БТ-5. Аббревиатура БТ означает «быстроходный танк», ИС — «Иосиф Сталин».

## История
В 1934 году Ворошилов отдал приказ 4-у танковому полку создать новый «колесно-гусеничный движитель для танка БТ, с которым он может быть превращен в еще более грозную боевую машину». Это задание было поручено Ионой Якиром группе инженеров под руководством Николая Цыганова. После окончания 4 месячной работы к апрелю 1935 года были готовы чертежи и модель размером 1/5 натуральной величины танка БТ с новым движителем, имевшим 3 пары ведущих (2, 3, 4) и управляемых (1, 2, 4) колёс. При разработке этого проекта была затронута только ходовая часть танков БТ-2 и БТ-5. О завершении работы был выслан рапорт в письме Сталину и Ворошилову. По личному указанию Ворошилова для изготовления БТ-ИС были выделены необходимые средства, место на харьковском танкоремонтном заводе № 48 и танк БТ-2. В июне 1935 года приступили к испытаниям машины, продолжавшимся до осени. Ворошиловым в 1936 году было выдано указание на изготовление 10 танков БТ-ИС на базе танка БТ-5. Переделка машин из линейных танков была завершена осенью 1936 года (№№ 01 — 10). 
В марте — июне 1937 года три БТ-ИС после внесения заводом № 48 изменений на основе результатов пробега Харьков — Москва проходили войсковые испытания в окрестностях Харькова. Основным его конструктивным отличием являлось наличие трёх пар ведущих колёс колёсного хода, что давало возможность использовать более 75 % массы танка в качестве сцепного веса, наличие специального механизма для уравнивания скоростей движения на колёсах и на гусеницах, значительное увеличение ёмкости бензобаков. Остались без изменения двигатель, главный фрикцион, коробка передач, бортовые фрикционы, тормоза, приводы управления, рулевое управление передних колёс при колёсном ходе, башня и вооружение.
За время испытаний танками было пройдено от 1500 до 2500 км, БТ-5-ИС показали значительно большую проходимость и живучесть по сравнению с БТ-5 и БТ-7. Несмотря на выявленные недостатки — слабость шестерен синхронизаторов, перегрузку резины задних колёс, срыв резьбы штоков вертикальных свечей и плохой доступ к дополнительной трансмиссии — армейская комиссия приняла решение взять БТ-ИС на вооружение. Начальником АБТУ РККА было отдано распоряжение изготовить в 1937 году установочную партию в 5 машин БТ-ИС, на которых предполагалось установить наклонную бортовую броню и устранить выявленные недостатки, а в 1938 году заводу № 48 надлежало выпустить уже 300 БТ-ИС. 
Осенью 1938 года завод № 48 переоборудовал в  улучшенный образец два танка БТ-5-ИС с наклонными броневыми листами (№№ 02 и 04), испытания которых проводились в период с ноября 1938 года по январь 1939 года. Машина отличалась от танка БТ-5-ИС образца 1936 года уменьшенной до 570 литров ёмкостью топливных баков и установкой четырёхтактного, двенадцатицилиндрового V-образного карбюраторного двигателя М-17Т мощностью 400 л.с..

## Описание
В окончательном виде танк БТ-ИС представлял собой модернизированную машину БТ-5.

Частичным переделкам подвергся корпус за счёт установки новых подкосов, увеличения расстояния между боковыми стенками, установки кормового бензобака и бронировки картера бортовой передачи. Изменились ведущий вал бортовой передачи, балансиры опорных катков, подвеска, ведущие колеса гусеничного хода. Был введён ряд новых механизмов трансмиссии колёсного хода: синхронизатор, угловая коробка, верхние коробки, карданные валы, привод ведущих колёс колёсного хода, привод переключения синхронизатора. Система питания топливом переделана с трёх бензобаков поочерёдно на питание от каждого бака по отдельности.

Вращение к трансмиссии колёсного хода передавалось от конической пары ведущего вала бортовой передачи к синхронизатору. От него через полужесткую зубчатую муфту — валу угловой коробки, а затем через муфты и промежуточный валик — валу первой верхней коробки. От последней вращение передавалось последовательно ко второй и третьей верхним коробкам, от верхних коробок с помощью карданов и составных карданных валов к приводу ведущих колёс и от него самим колёсам. Тип и конструкция подвески БТ-5-ИС осталась без изменений по сравнению с БТ-5 за исключением того, что гитару заменили задним балансиром.